# Provincia di Ghardaïa
La provincia di Ghardaïa (in arabo ولاية غرداية, in berbero Taγerdayt) è una provincia (wilaya) dell'Algeria. Prende il nome dal suo capoluogo Ghardaïa.

## Popolazione
La provincia conta 363.598 abitanti, di cui 185.209 di genere maschile e 178.390 di genere femminile, con un tasso di crescita dal 1998 al 2008 dell'2.0%.

## Geografia antropica
La provincia è suddivisa in 9 distretti (daïra), a loro volta suddivisi in 13 municipalità (baladiyah).

### Distretti
1. Metlili
2. Bounoura
3. Mansourah
4. Ghardaïa
5. Dhayet Bendhahoua
6. Zelfana
7. Berianne
8. El Guerrara

### Comuni
1. Berriane
2. Bounoura
3. Dhayet Bendhahoua
4. El Atteuf
5. El Guerrara
6. Ghardaïa
7. Mansoura
8. Metlili
9. Sebseb
10. Zelfana